# Alquemil·la

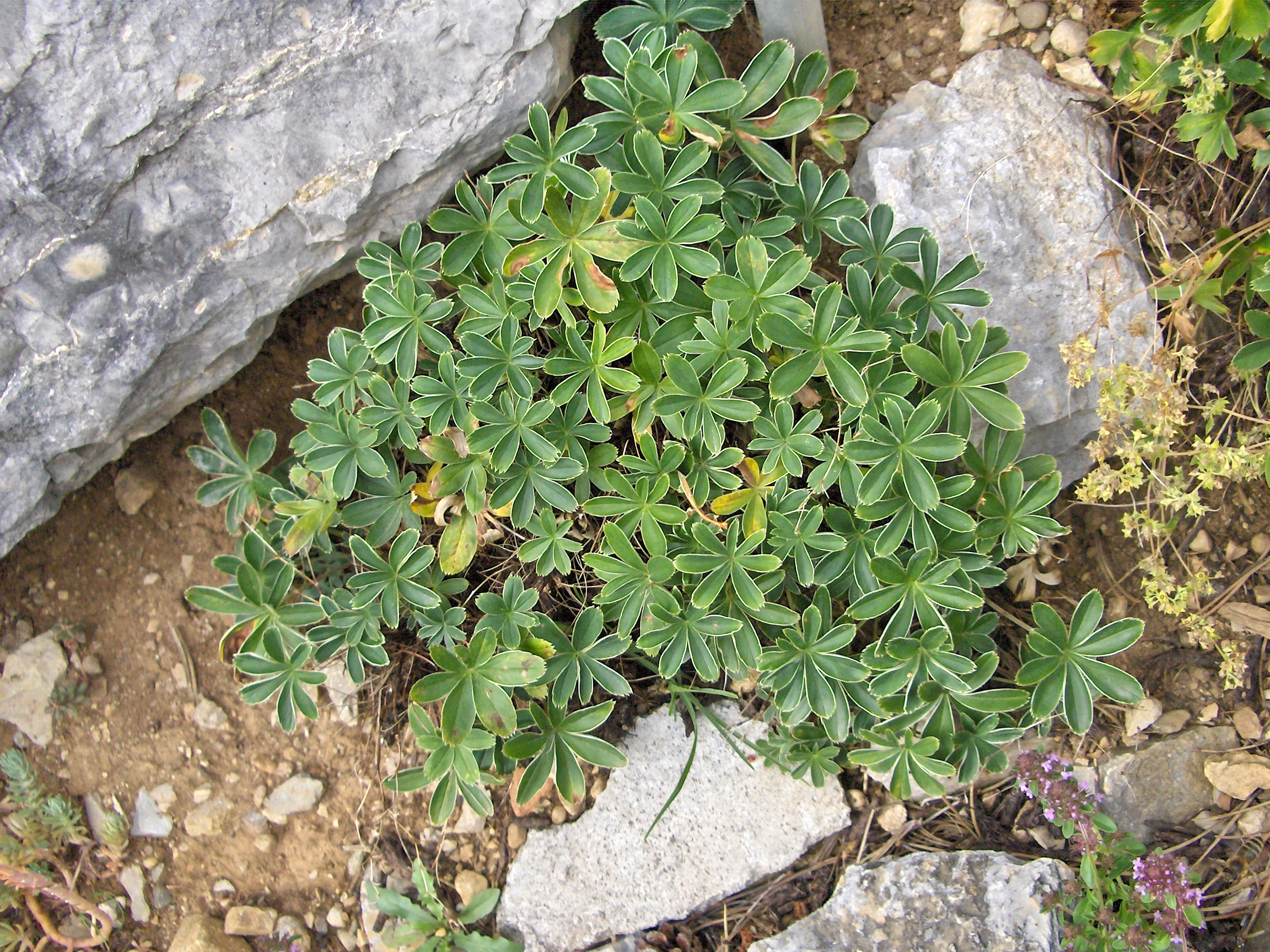
Herba estelada o peucrist (Alchemilla alpina)

Alquemil·la (Alchemilla) és un gènere de plantes amb flor de la família de les rosàcies.

## Particularitats
Les alquemil·les són plantes pròpies de les zones muntanyenques, en especial de les muntanyes alpines.
Tenen generalment fulles glabres, amb forma palmada, de vegades compostes. Les flors són molt petites i de color verd groguenc.
Algunes espècies que abans formaven part del gènere Alchemilla, han passat a esser classificades en el gènere Aphanes, com el peu de lleó Aphanes microcarpa (Boiss. et Reut.) Rothm., anomenat abans Alchemilla microcarpa Boiss. et Reut. Gairebé totes les espècies d'alquemil·la dels Països Catalans es coneixen amb els noms populars de peu de lleó, herba botera o pota de lleó.

## Taxonomia
Als Països Catalans es presenten les següents espècies:
Alchemilla alpina, Alchemilla hybrida, Alchemilla vulgaris i Alchemilla fissa.
- Alchemilla abyssinica
- Alchemilla alpigena - alquemil·la plegada
- Alchemilla alpina - peucrist, herba desinflamatòria o peu de Crist
- Alchemilla amphisericea
- Alchemilla arvensis - àfanes arvense
- Alchemilla cinerea
- Alchemilla colorata
- Alchemilla conjuncta
- Alchemilla connivens - herba de tall
- Alchemilla coriacea
- Alchemilla crinita - alquemil·la coriàcia
- Alchemilla decumbens
- Alchemilla demissa
- Alchemilla effusa
- Alchemilla exigua
- Alchemilla fallax
- Alchemilla filicaulis
- Alchemilla fissa
- Alchemilla flabellata - alquemil·la ventall
- Alchemilla flexicaulis
- Alchemilla fulgens
- Alchemilla glabra - alquemil·la vellutada
- Alchemilla glaucescens
- Alchemilla glomerulans
- Alchemilla grossidens
- Alchemilla heteropoda
- Alchemilla impexa
- Alchemilla incisa
- Alchemilla inconcinna
- Alchemilla lapeyrousii
- Alchemilla lineata
- Alchemilla longana
- Alchemilla micans
- Alchemilla monticola
- Alchemilla obtusa
- Alchemilla pallens
- Alchemilla pentaphyllea
- Alchemilla plicata
- Alchemilla reniformis
- Alchemilla rhododendrophila
- Alchemilla saxatilis
- Alchemilla schmidelyana
- Alchemilla sinuata
- Alchemilla splendens
- Alchemilla straminea
- Alchemilla strigulosa
- Alchemilla subcrenata
- Alchemilla subsericea
- Alchemilla tenuis
- Alchemilla transiens
- Alchemilla trunciloba
- Alchemilla undulata
- Alchemilla versipila
- Alchemilla vetteri
- Alchemilla vulgaris - peu de lleó, herba botera o pota de lleó
- Alchemilla woodii